# Мали Крчимир
Мали Крчимир је насеље у Србији у општини Гаџин Хан у Нишавском округу. Према попису из 2022. било је 131 становника (према попису из 1991. било је 330 становника). Село је познато по производњи креча.

## Демографија
У насељу Мали Крчимир живи 214 пунолетних становника, а просечна старост становништва износи 53,0 година (52,5 код мушкараца и 53,5 код жена). У насељу има 66 домаћинстава, а просечан број чланова по домаћинству је 1,98.
Ово насеље је великим делом насељено Србима (према попису из 2002. године), а у последња три пописа, примећен је пад у броју становника.
|  |

| Демографија | Демографија | Демографија |
| Година      | Становника  | Становника  |
| ----------- | ----------- | ----------- |
| 1948.       | 461         |             |
| 1953.       | 497         |             |
| 1961.       | 497         |             |
| 1971.       | 487         |             |
| 1981.       | 420         |             |
| 1991.       | 330         | 323         |
| 2002.       | 256         | 264         |
| 2011.       | 200         |             |
| 2022.       | 131         |             |

| Етнички састав према попису из 2002.‍ | Етнички састав према попису из 2002.‍ | Етнички састав према попису из 2002.‍ | Етнички састав према попису из 2002.‍ | Етнички састав према попису из 2002.‍ |
| ------------------------------------ | ------------------------------------ | ------------------------------------ | ------------------------------------ | ------------------------------------ |
|                                      |                                      |                                      |                                      |                                      |
| Срби                                 | Срби                                 |                                      | 254                                  | 99,21%                               |
| Црногорци                            | Црногорци                            |                                      | 1                                    | 0,39%                                |
| Македонци                            | Македонци                            |                                      | 1                                    | 0,39%                                |
| непознато                            | непознато                            |                                      | 0                                    | 0,0%                                 |

| Година пописа     | 1948. | 1953. | 1961. | 1971. | 1981. | 1991. | 2002. |
| ----------------- | ----- | ----- | ----- | ----- | ----- | ----- | ----- |
| Број домаћинстава | 77    | 82    | 83    | 94    | 103   | 100   | 90    |

| Број чланова      | 1  | 2  | 3  | 4  | 5 | 6 | 7 | 8 | 9 | 10 и више | Просек |
| ----------------- | -- | -- | -- | -- | - | - | - | - | - | --------- | ------ |
| Број домаћинстава | 16 | 37 | 10 | 12 | 5 | 7 | 3 | 0 | 0 | 0         | 2,84   |

| Пол    | Укупно | Неожењен/Неудата | Ожењен/Удата | Удовац/Удовица | Разведен/Разведена | Непознато |
| ------ | ------ | ---------------- | ------------ | -------------- | ------------------ | --------- |
| Мушки  | 114    | 31               | 78           | 5              | 0                  | 0         |
| Женски | 108    | 4                | 75           | 28             | 1                  | 0         |
| УКУПНО | 222    | 35               | 153          | 33             | 1                  | 0         |

| Пол    | Укупно                    | Пољопривреда, лов и шумарство | Рибарство                            | Вађење руде и камена | Прерађивачка индустрија       |
| ------ | ------------------------- | ----------------------------- | ------------------------------------ | -------------------- | ----------------------------- |
| Мушки  | 64                        | 49                            | 0                                    | 0                    | 4                             |
| Женски | 41                        | 36                            | 0                                    | 0                    | 1                             |
| УКУПНО | 105                       | 85                            | 0                                    | 0                    | 5                             |
| Пол    | Производња и снабдевање   | Грађевинарство                | Трговина                             | Хотели и ресторани   | Саобраћај, складиштење и везе |
| Мушки  | 0                         | 2                             | 1                                    | 1                    | 2                             |
| Женски | 0                         | 1                             | 0                                    | 1                    | 1                             |
| УКУПНО | 0                         | 3                             | 1                                    | 2                    | 3                             |
| Пол    | Финансијско посредовање   | Некретнине                    | Државна управа и одбрана             | Образовање           | Здравствени и социјални рад   |
| Мушки  | 0                         | 0                             | 0                                    | 1                    | 1                             |
| Женски | 0                         | 0                             | 0                                    | 1                    | 0                             |
| УКУПНО | 0                         | 0                             | 0                                    | 2                    | 1                             |
| Пол    | Остале услужне активности | Приватна домаћинства          | Екстериторијалне организације и тела | Непознато            | Непознато                     |
| Мушки  | 0                         | 0                             | 0                                    | 3                    | 3                             |
| Женски | 0                         | 0                             | 0                                    | 0                    | 0                             |
| УКУПНО | 0                         | 0                             | 0                                    | 3                    | 3                             |